# Boghislao X di Pomerania
Boghislao X di Pomerania, in tedesco Bogislaw X. o Bogislaw der Große (Boghislao il Grande) (Darłowo, 3 giugno 1454 – Stettino, 5 ottobre 1523), è stato un duca tedesco, la cui sovranità si estendeva in Pomerania; è considerato il più significativo dei duchi del casato dei Greifen in quanto, durante il suo regno, la Pomerania venne riunificata e raggiunse l'apice della sua prosperità.
Era figlio di Eric II di Pomerania-Wolgast e di Sofia, figlia di Boghislao IX, duca di Pomerania-Wolgast-Stolp.

## Biografia
Boghislao seguì nel regno del ducato al padre nel 1474. Nel 1478, alla morte dello zio, Vartislao X di Pomerania-Wolgast, che aveva regnato insieme ad Eric II, egli assunse anche la parte che era stata amministrata da Vartislao. Per la prima volta dopo 200 anni la Pomerania era ora una terra nuovamente unita sotto un'unica signoria, poiché già prima i duchi di Wolgast, Vartislao X ed Eric II, poterono sostenere il diritto alla successione della linea dei Greifen di Stettino, estintasi nel 1464 con Ottone III contro le pretese del Brandeburgo.
I rapporti con Brandeburgo, che aspirava alla signoria sul feudo di Pomerania, rimasero per tutta la vita di Boghislao X il problema di politica estera per lui più importante.
All'inizio egli rifiutò l'omaggio feudale, per il quale trovò sostegno nel Re di Polonia Casimiro IV. Quindi sposò nel 1477 Margherita del Brandeburgo, figlia del Principe elettore del Brandeburgo Federico II, e nel 1479 ebbe in feudo infine dal Brandeburgo sia la Pomerania di Wolgast che quella di Stettino.
Nel 1480 egli sostenne il vescovo Marino di Fregeno, nominato da papa Sisto IV vescovo di Cammin, contro il pretendente, sostenuto dal capitolo del duomo, conte Ludovico di Eberstein, e nel maggio di quell'anno lo insediò ufficialmente a Greifswald. Con Marino egli firmò un accordo che confermava quello del 1436, che stabiliva l'indipendenza della diocesi dai duchi di Pomerania. Tuttavia, un anno dopo, probabilmente scontento della politica del vescovo, soprattutto per i suoi rapporti con il Brandeburgo, diede il suo appoggio al capitolo che lo aveva dichiarato destituito.
Nel 1493 Boghislao X riuscì, con il trattato di Pyritz, a mitigare l'autorità feudale del Brandeburgo e lui ed i suoi successori furono esentati dall'omaggio feudale. In cambio egli dovette concedere per il futuro al sovrano regnante di Brandeburgo il diritto di subentrare per successione nella sovranità del ducato, nel caso in cui la dinastia dei duchi di Pomerania dovesse estinguersi.
Con la sua politica matrimoniale Boghislao legò la dinastia dei Greifen alle famiglie più importanti della Germania del Nord e con la casa regale della Danimarca. Egli intrattenne anche buoni rapporti con il duca di Sassonia Giorgio, detto il Barbuto, padrino di battesimo del suo primo figlio Giorgio.
Nel 1496 Boghislao si recò ad Innsbruck presso l'imperatore Massimiliano I, che lo aveva invitato ad un pellegrinaggio a Roma. Dato che questo non ebbe luogo, egli si recò, passando da Venezia e Padova, a Gerusalemme. Sulla via del ritorno passò da Roma ove papa Alessandro VI gli trasmise i diritti di sovranità sulla diocesi di Cammin come altre significative prebende in Pomerania, ov'egli rientrò nell'aprile del 1498. Dall'Italia egli portò con sé i giuristi Pietro da Ravenna, che fu professore per alcuni anni presso l'Università di Greifswald, e Johannes von Kitscher.
Tornato in patria, Bogjislao proseguì nella sua opera di modernizzazione dell'amministrazione del ducato. Al posto della quasi ereditarietà della carica di Balivo, questi vennero scelti direttamente dal duca, molti dei quali disponevano anche di una cultura a livello universitario.
Nel 1489 emanò una nuova regolamentazione sulle monete. Durante il suo regno fu introdotto anche il Diritto romano e, fra l'altro, anche il Diritto feudale longobardo.  Il duca cercò anche di limitare il potere delle città, nel che ebbe minor successo, particolarmente per la quasi indipendente Stralsund, la più grossa città della Pomerania fino al XVIII secolo. Boghislao fece erigere residenze ducali a Wolgast e Stettino, che esprimevano le loro aspirazioni ad una completa residenza di corte nello stile dell'incipiente rinascimento in Germania. In Wolgast vi fu nel corso dei successivi secoli un castello che dal 1625 fungeva da residenza principale dei duchi di Pomerania-Wolgast, ma che però nel 1820 era già praticamente distrutto.
Boghislao incaricò nel 1517 Johannes Bugenhagen, già monaco nel convento di Belbuck, di scrivere una storia della Pomerania. Quest'opera di Bugenhagen fu pubblicata in latino nel 1518 con il titolo Pomerania.
Sugli ultimi anni di vita di Boghislao X i cronisti scrissero poche cose buone. Egli deve aver condotto una vita smodata ed aver trascurato gli affari del governo. Ottenne ancora il riconoscimento della Pomerania come un Principato con il rilascio di un documento imperiale sull'infeudamento nella Dieta di Worms del 1521, e fu presente due anni dopo anche al parlamento di Norimberga, accompagnato dal borgomastro di Stralsund, Nikolaus Smiterlow, per difendere i diritti della Pomerania contro le pretese del Brandeburgo.
Visse anche l'inizio della riforma protestante in Pomerania, ma su questo sviluppo rimase inattivo.
Boghislao X morì a Stettino il 5 ottobre 1523 e la sua salma fu inumata nella  Ottenkirche. Gli succedettero i due figli Giorgio I e Barnim IX.

## Matrimoni e discendenza
Già nel 1464 Boghislao X fu fidanzato con Anna, figlia del duca Enrico IV di Meclemburgo-Schwerin, che tuttavia morì nello stesso anno.
Il 21 settembre 1477 Boghislao sposò Margherita di Hohenzollern, figlia del principe elettore Federico II di Brandeburgo e della consorte Caterina di Sassonia. Tuttavia Margherita morì dodici anni dopo, senza avergli dato figli.
Il 2 febbraio 1491, a Stettino Boghislao sposò Anna di Polonia (1476 - 1503), figlia del re di Polonia Casimiro IV, dalla quale ebbe otto figli:
- Anna (1492 - 1550), che sposò nel giugno del 1515 il duca Giorgio I di Schlesien-Liegnitz
- Giorgio (1493 - 1531), che regnò come duca di Pomerania con il nome di Giorgio I, insieme al fratello Barnim IX
- Casimiro (1494 - 1518)
- Elisabetta († prima del 1518)
- Barnim (prima del 1501 - prima del 1501)
- Sofia (1498 - 1568), andata sposa a Federico I di Danimarca
- Barnim (* 1501; † 1573), che regnò come duca di Pomerania con il nome di Barnim IX, insieme al fratello Giorgio
- Otto (prima del 1503 - prima del 1518)

Precedentemente Boghislao aveva avuto un figlio illegittimo Cristoforo (verso il 1480 - ?), che ricoprì incarichi ecclesiastici.

## Saghe
Intorno alla vita e alle opere di Boghislao X si sono sviluppate numerose saghe e racconti, ad incominciare da quelle dello scrittore Thomas Kantzow (1505 - 1542), A questo genere appartiene la saga del contadino Hans Lange (1450 - 1523), che si sarebbe preso cura del giovane principe, che sarebbe stato trascurato dalla madre. Ma soprattutto il viaggio di Boghislao in Terra santa diede occasione di racconti fino ad un presunto attacco di pirato turchi che sarebbe stato sventato dall'eroico comportamento del duca. Questi racconti documentano l'interesse e la venerazione popolare per il duca.

## Ascendenza
|                                                                           |                                                                          |                                            | Genitori                                    |  |  | Nonni |  |  | Bisnonni                                |  |  | Trisnonni                                 |  |
|                                                                           |                                                                          |                                            |                                             |  |  |       |  |  | Barnim VI, VI duca di Pomerania-Wolgast |  |  | Vartislao VI, V duca di Pomerania-Wolgast |  |
|                                                                           |                                                                          |                                            |                                             |  |  |       |  |  | Barnim VI, VI duca di Pomerania-Wolgast |  |  | Vartislao VI, V duca di Pomerania-Wolgast |  |
|                                                                           |                                                                          | Anna di Meclemburgo-Stargard               |                                             |  |  |       |  |  | Barnim VI, VI duca di Pomerania-Wolgast |  |  |                                           |  |
| Vartislao IX, VII duca di Pomerania-Wolgast                               |                                                                          |                                            |                                             |  |  |       |  |  | Barnim VI, VI duca di Pomerania-Wolgast |  |  |                                           |  |
|                                                                           |                                                                          | Veronica di Norimberga                     | Federico V, XII burgravio di Norimberga     |  |  |       |  |  |                                         |  |  |                                           |  |
|                                                                           |                                                                          | Veronica di Norimberga                     | Federico V, XII burgravio di Norimberga     |  |  |       |  |  |                                         |  |  |                                           |  |
|                                                                           |                                                                          | Veronica di Norimberga                     | Elisabetta di Meißen                        |  |  |       |  |  |                                         |  |  |                                           |  |
| Eric II, VIII duca di Pomerania-Wolgast e X duca di Pomerania-Stettino    |                                                                          | Veronica di Norimberga                     |                                             |  |  |       |  |  |                                         |  |  |                                           |  |
|                                                                           |                                                                          | Eric IV, I duca di Sassonia-Lauenburg      | Eric II, III duca di Ratzeburg-Lauenburg    |  |  |       |  |  |                                         |  |  |                                           |  |
|                                                                           |                                                                          | Eric IV, I duca di Sassonia-Lauenburg      | Eric II, III duca di Ratzeburg-Lauenburg    |  |  |       |  |  |                                         |  |  |                                           |  |
|                                                                           |                                                                          | Eric IV, I duca di Sassonia-Lauenburg      | Agnese di Holstein-Plön                     |  |  |       |  |  |                                         |  |  |                                           |  |
| Sofia di Sassonia-Lauenburg                                               |                                                                          | Eric IV, I duca di Sassonia-Lauenburg      |                                             |  |  |       |  |  |                                         |  |  |                                           |  |
|                                                                           |                                                                          | Sofia di Brunswick-Wolfenbüttel            | Magnus II, V duca di Brunswick-Wolfenbüttel |  |  |       |  |  |                                         |  |  |                                           |  |
|                                                                           |                                                                          | Sofia di Brunswick-Wolfenbüttel            | Magnus II, V duca di Brunswick-Wolfenbüttel |  |  |       |  |  |                                         |  |  |                                           |  |
|                                                                           |                                                                          | Sofia di Brunswick-Wolfenbüttel            | Caterina di Anhalt-Bernburg                 |  |  |       |  |  |                                         |  |  |                                           |  |
| Boghislao X, IX duca di Pomerania-Wolgast e XI duca di Pomerania-Stettino |                                                                          | Sofia di Brunswick-Wolfenbüttel            |                                             |  |  |       |  |  |                                         |  |  |                                           |  |
|                                                                           | Boghislao VIII, V duca di Pomerania-Stolp e I duca di Pomerania-Stargard | Boghislao V, III duca di Pomerania-Wolgast |                                             |  |  |       |  |  |                                         |  |  |                                           |  |
|                                                                           | Boghislao VIII, V duca di Pomerania-Stolp e I duca di Pomerania-Stargard | Boghislao V, III duca di Pomerania-Wolgast |                                             |  |  |       |  |  |                                         |  |  |                                           |  |
|                                                                           | Boghislao VIII, V duca di Pomerania-Stolp e I duca di Pomerania-Stargard | Adelaide di Brunswick-Grubenhagen          |                                             |  |  |       |  |  |                                         |  |  |                                           |  |
| Boghislao IX, VI duca di Pomerania-Stolp e II duca di Pomerania-Stargard  | Boghislao VIII, V duca di Pomerania-Stolp e I duca di Pomerania-Stargard |                                            |                                             |  |  |       |  |  |                                         |  |  |                                           |  |
|                                                                           |                                                                          | Sofia di Holstein-Rendsburg                | Enrico II, III conte di Holstein-Rendsburg  |  |  |       |  |  |                                         |  |  |                                           |  |
|                                                                           |                                                                          | Sofia di Holstein-Rendsburg                | Enrico II, III conte di Holstein-Rendsburg  |  |  |       |  |  |                                         |  |  |                                           |  |
|                                                                           |                                                                          | Sofia di Holstein-Rendsburg                | Ingeborg di Meclemburgo-Schwerin            |  |  |       |  |  |                                         |  |  |                                           |  |
| Sofia di Pomerania-Stolp                                                  |                                                                          | Sofia di Holstein-Rendsburg                |                                             |  |  |       |  |  |                                         |  |  |                                           |  |
|                                                                           |                                                                          | Siemowit IV, XVII duca di Masovia          | Siemowit III, XVI duca di Masovia           |  |  |       |  |  |                                         |  |  |                                           |  |
|                                                                           |                                                                          | Siemowit IV, XVII duca di Masovia          | Siemowit III, XVI duca di Masovia           |  |  |       |  |  |                                         |  |  |                                           |  |
|                                                                           |                                                                          | Siemowit IV, XVII duca di Masovia          | Eufemia di Opava                            |  |  |       |  |  |                                         |  |  |                                           |  |
| Maria di Masovia                                                          |                                                                          | Siemowit IV, XVII duca di Masovia          |                                             |  |  |       |  |  |                                         |  |  |                                           |  |
|                                                                           |                                                                          | Alessandra di Lituania                     | Algirdas, XII granduca di Lituania          |  |  |       |  |  |                                         |  |  |                                           |  |
|                                                                           |                                                                          | Alessandra di Lituania                     | Algirdas, XII granduca di Lituania          |  |  |       |  |  |                                         |  |  |                                           |  |
|                                                                           |                                                                          | Alessandra di Lituania                     | Uliana di Tver'                             |  |  |       |  |  |                                         |  |  |                                           |  |
|                                                                           |                                                                          | Alessandra di Lituania                     |                                             |  |  |       |  |  |                                         |  |  |                                           |  |